# 吉備町 (岡山県)
吉備町（きびちょう）は、かつて岡山県都窪郡にあった町である。吉備町のあった地域の現況については吉備地域参照。

## 歴史
吉備地域は古くは備中国に属し、庭瀬は賀陽郡に、撫川は都宇郡にそれぞれ属していた。1600年（慶長5年）の関ヶ原の戦いの功によって戸川達安が庭瀬藩初代藩主となり、この地を支配するようになった。1699年（元禄12年）、藩主が板倉氏になり明治維新に至った。
1871年、廃藩置県により庭瀬藩は庭瀬県となった。その後、深津県・小田県を経て岡山県に編入された。
1889年の町村制施行により庭瀬村と撫川村が発足し、後にそれぞれ町制施行した。1937年には両町が合併し吉備町となり、都窪郡に属した。
1971年3月8日、吉備町は岡山市に編入合併され、町制時の10大字（庭瀬、平野、延友、西花尻、東花尻、川入、下撫川、大内田、中撫川、日畑東組）のうち下撫川は撫川と、日畑東組は納所と改称して他の8大字とともに同市の大字に継承された。
合併以降は吉備地域#歴史参照

### 沿革
- 1871年（明治4年）7月14日 廃藩置県により、庭瀬藩が庭瀬県となる。
- 1871年（明治4年）11月15日 庭瀬県他11県が合併し、深津県（後の小田県）を新設。
- 1875年（明治8年）12月10日 小田県が岡山県に編入合併したため、岡山県の管轄下となる。
- 1889年（明治22年）6月1日 町村制施行。
  - 賀陽郡庭瀬村・平野村・延友村・西花尻村・東花尻村・川入村が合併して賀陽郡（のち吉備郡）庭瀬村が発足。
  - 都宇郡下撫川村・大内田村・中撫川村・日畑村東組が合併し、都宇郡（のち都窪郡）撫川村が発足。
- 1891年（明治24年）4月25日 山陽鉄道庭瀬駅開業。
- 1901年（明治34年）2月6日 吉備郡庭瀬村が町制施行し、庭瀬町となる。
- 1904年（明治37年）6月1日 都窪郡撫川村が町制施行し、撫川町となる。
- 1937年（昭和12年）5月5日 都窪郡撫川町と吉備郡庭瀬町が合併し、吉備町が発足。
- 1938年（昭和13年）8月 吉備町役場（2016年までの吉備地域センター）の木造部分が建築される。
- 1966年（昭和41年）2月 吉備町役場の鉄骨部分が増築される。
- 1971年（昭和46年）3月8日 吉備町が岡山市に編入される。

### 人口
| \| 1920年（大正9年） \| 6,561人 \| \| \| 1925年（大正14年） \| 6,720人 \| \| \| 1930年（昭和5年） \| 6,755人 \| \| \| 1935年（昭和10年） \| 7,005人 \| \| \| 1940年（昭和15年） \| 6,817人 \| \| \| 1947年（昭和22年） \| 8,255人 \| \| \| 1950年（昭和25年） \| 8,435人 \| \| \| 1955年（昭和30年） \| 8,312人 \| \| \| 1960年（昭和35年） \| 8,236人 \| \| \| 1965年（昭和40年） \| 8,672人 \| \| \| 1970年（昭和45年） \| 10,957人 \| \| |          |  |
| 総務省統計局 / 国勢調査（1970年） |          |  |
| 1920年（大正9年） | 6,561人  |  |
| 1925年（大正14年） | 6,720人  |  |
| 1930年（昭和5年） | 6,755人  |  |
| 1935年（昭和10年） | 7,005人  |  |
| 1940年（昭和15年） | 6,817人  |  |
| 1947年（昭和22年） | 8,255人  |  |
| 1950年（昭和25年） | 8,435人  |  |
| 1955年（昭和30年） | 8,312人  |  |
| 1960年（昭和35年） | 8,236人  |  |
| 1965年（昭和40年） | 8,672人  |  |
| 1970年（昭和45年） | 10,957人 |  |

## 施設
- コンベックス岡山
- 吉備郵便局
- RSKランド（RSK山陽放送吉備ラジオ送信所・RSKバラ園・RSKハウジングプラザ）
- 軽自動車検査協会岡山事務所

## 教育
- 吉備町立吉備小学校
- 吉備町立吉備中学校
- 中国短期大学

## 交通

### 鉄道
- JR山陽本線 庭瀬駅

### 道路
- 県道
  - 岡山県道73号箕島高松線
  - 岡山県道151号妹尾吉備線
  - 岡山県道153号早島吉備線
  - 岡山県道162号岡山倉敷線（旧国道2号）
  - 岡山県道242号川入巌井線
  - 岡山県道245号真金吉備線

## 名所・旧跡・観光スポット・祭事・催事
- 庭瀬城址
- 撫川城址
- 犬養木堂記念館
- 不変院
- 信城寺

## 出身有名人
- 太田収（山一証券社長）
- 犬養毅（第29代 内閣総理大臣）